# Старая Юльба
Старая Юльба (тат. Иске Җөлби) — деревня в Арском районе Республики Татарстан, в составе  Утар-Атынского сельского поселения.

## География
Деревня находится на реке Красная, в 26 км к западу от города Арск.

## История
Основание села относят к XVII веку.
В сословном плане, в XVIII-XIX веках жители деревни числились государственными крестьянами.
Количество жителей возрастало с 71 (учитывались жители мужского пола) в 1782 году до 490 в 1908 году. В последующие годы численность населения деревни постепенно уменьшалась  и в 1989 году составила 72 человека. Затем число жителей вновь выросло и в 2015 году составило 91 человек.
В «Списке населенных мест по сведениям 1859 года», изданном в 1866 году, населённый пункт упомянут как казённая деревня Старая Юльба 2-го стана Казанского уезда Казанской губернии. Располагалась при речке Сердинке, на большом торговом тракте из Казани в Уржум, в 49 верстах от уездного и губернского города Казани и в 20 верстах от становой квартиры в заштатном городе Арске. В деревне, в 44 дворах жили 400 человек (198 мужчин и 202 женщины), была мечеть.
Административно деревня относилась к Казанскому уезду Казанской губернии, с 1930 года - к Арскому району Татарстана.

## Экономика
Молочное скотоводство, полеводство; исторически также мукомольный и кирпичный промыслы.